# باري ديمبستر
باري ديمبستر (بالإنجليزية: Barry Dempster)‏ (17 يناير 1952، تورونتو في كندا)؛ شاعر وروائي كندي.